# Fête musicale donnée par le cardinal de La Rochefoucauld pour le mariage du Dauphin
La Fête musicale donnée par le cardinal de La Rochefoucauld pour le mariage du Dauphin est un tableau de Giovanni Paolo Panini (1691-1765) (205 × 246 cm) peint en 1747 et conservé au Musée du Louvre sous le numéro d'inventaire INV 414.

## Description

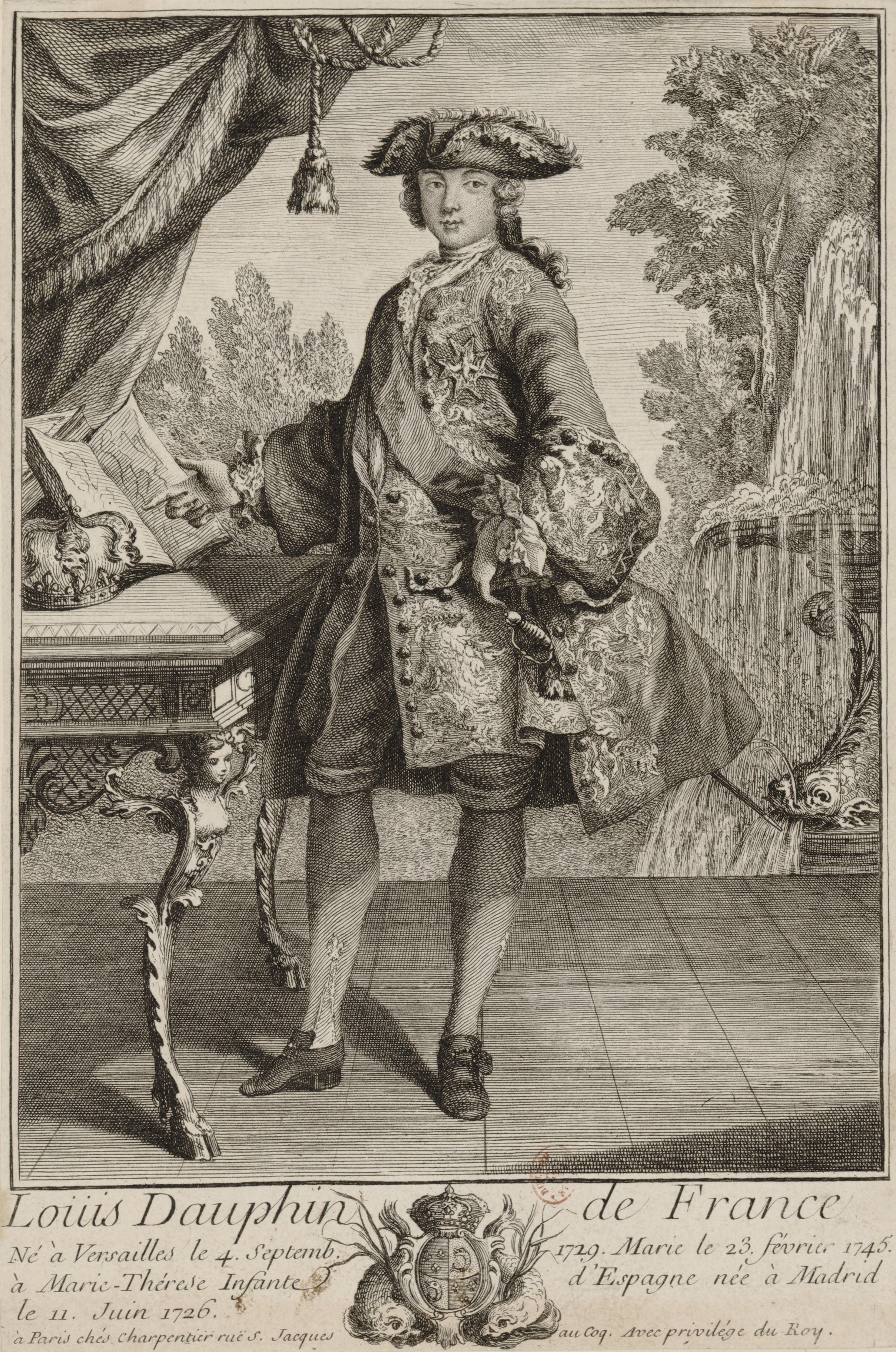
Portrait du Dauphin en 1746.

Cete huile sur toile représente la fête musicale donnée à Rome, au théâtre Argentina, par le cardinal de La Rochefoucauld, ambassadeur de France auprès du Saint-Siège, le 15 juillet 1747, en l'honneur du mariage du Dauphin Louis, fils de Louis XV, avec Marie-Josèphe de Saxe, mariage célébré à Versailles, le 9 février 1747. Ce tableau commandé par le cardinal de La Rochefoucauld a été acquis par le Musée du Louvre avant 1832 de la collection de Louis-Philippe.
Le public est composé de cardinaux romains assis au premier rang de l'orchestre devant d'immenses tapis, avec les abbés de grandes abbayes à gauche. Derrière eux des ecclésiastiques et des représentants de l'aristocratie romaine sont assis ou debout. Les dames de la haute société romaine sont assises dans les loges, tendues de damas rouge, ne pouvant selon l'étiquette se tenir à l'orchestre. Elles sont accompagnées de dignitaires et d'aristocrates. On remarque à droite dans la triple loge du premier étage (au-dessus du monogramme de Louis XV), la présence du roi exilé Jacques III d'Angleterre portant le cordon bleu de l'ordre de la Jarretière et assis sur un fauteuil rouge à haut dossier, avec son fils le cardinal d'York à sa droite. Le cardinal de La Rochefoucauld, en noir, avec le col rouge de l'ordre du Saint-Esprit, est à son côté, suivi de James Murray, comte de Dunbar (1690-1770), portant le cordon vert de l'ordre du Chardon.
Sur scène, un décor peint de colonnes fantastiques avec des caryatides se dresse devant quatre rangs de musiciens à moitié dissimulés dans un décor de nuages, tandis que les quatre chanteurs, tenant le rôle de dieux de l'Olympe vêtus à l'antique, sont assis au premier rang face aux spectateurs, avec des musiciens de chaque côté jouant de leurs instruments à cordes dont les violoncelles et les contrebasses sont les plus visibles. Deux chœurs sont également visibles de chaque côté de la scène.
L'œuvre jouée est un opéra baroque de Leonardo Vinci (1690-1730), intitulé La contesa dei numi (La Dispute des dieux), composé en 1729, pour la naissance du Dauphin, sur un livret de Métastase. Il s'agissait alors d'infléchir la politique du Saint-Siège, plus favorable à la Maison d'Autriche.